# ハティエン
座標: 北緯10度23分8秒 東経104度29分23秒 / 北緯10.38556度 東経104.48972度
ハティエン (ベトナム語：Thành phố Hà Tiên / 城庯河僊)、またはハーティエン はメコンデルタ地方にあるベトナムキエンザン省の都市。

## 概要
島嶼部を除けばベトナムの南西端、カンボジアとの国境地帯に位置する港町。メコン川とはチャウドックからのヴィンテー運河でつながる。

## 歴史
かつてはカンボジアの領域であった。18世紀当初は、華人の開拓者であり、広南国に朝貢した鄚玖の拓いた半独立国家「港口国」の領域であった。18世紀末にベトナムの領域となった。

## 行政区画
以下の4坊3社から構成される。
- ビンサン坊（Bình San / 平山）
- ドンホ坊（Đông Hồ / 東湖）
- ミードゥク坊（Mỹ Đức / 美德）
- ファオダイ坊（Pháo Đài / 砲台）
- トーチャウ坊（Tô Châu / 土珠）
- トゥアンイエン社（Thuận Yên / 順安）
- ティエンハイ社（Tiên Hải / 仙海）

## 交通
ホーチミン市からバスで約8時間、フーコック島のハムニン港、タントイ港から高速船で約1時間半。

## 著名な出身者
- ディン・Q・レ（芸術家）